# Fernando da Piedade Dias dos Santos
Fernando da Piedade Dias dos Santos, även känd som Nandó, född 5 mars 1950 i Luanda, är en angolansk politiker. Han är kusin till den tidigare långvariga presidenten i Angola José Eduardo dos Santos.

## Karriär
Fernando da Piedade Dias dos Santos började sin karriär som inrikesminister. År 2002 till 2008 var han premiärminister och därefter blev han talman i Angolas parlamentet. År 2012 blev han vice president.